# Bărăgan
A Bărăgan vagy Baragán egy földrajzi tájegység Romániában, a Román-alföld keleti részén. A régió történelmi szempontból az 1950-es években tett szert hírnévre, mikor a Gheorghe Gheorghiu-Dej által vezetett kommunista rendszer ide deportáltatta az „ellenséges elemeknek” nyilvánított személyeket, valamint a Jugoszláviával való 1948-as szakítás után a két ország közötti határrégió elsősorban szerb és sváb lakosságát.

## Földrajza

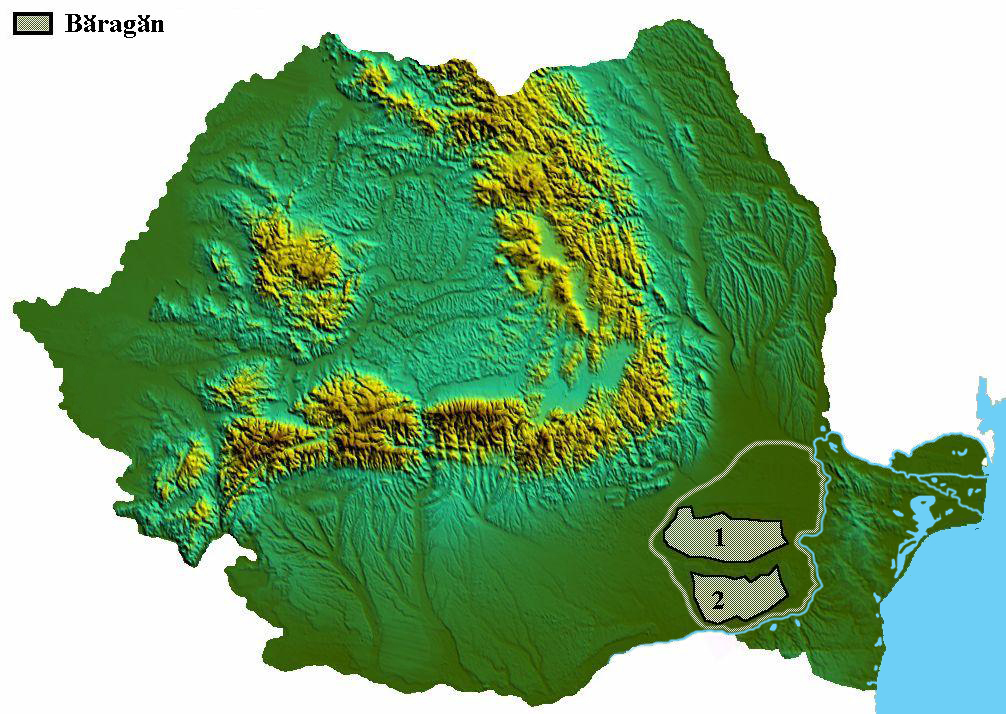
A Bărăgan elhelyezkedése Románián belül.

A Bărăgan síkság Románia déli részén, a Román-alföld keleti részén helyezkedik el. Délen és keleten a Duna árterülete, északon a Bodza és Călmățui folyók, nyugatról pedig az Argeș, a Dâmbovița, a Pasărea és a Sărata folyók határolják.
A Bărăgan területét teljes egészében a sztyepp jellegű pusztaság teszi ki, fák csak elvétve fordulnak elő. Ez a földrajzi jelleg határozza meg a tájegység klímáját is, melyet a forró és száraz nyarak jellemeznek (Brăilán mérték Románia legmagasabb hőmérsékletét, +48 °C-t), a telek ezzel szemben hidegek és szelesek. Jellemzően lösz borítja, elszórtan cenotékkal, homokdűnékkel és sós tavakkal.
Földrajzi alegységei:
- Északi-Bărăgan vagy Brăilai síkság (Bărăganul de Nord, Câmpia Brăilei)

Déli irányból a Călmățui folyó, északról és északnyugatról a Bodza és a Szeret folyók, keletről a Duna vonala határolja. Nyugati irányban nincs természetes határa, ezért az Ulmu községe és Făurei városa közti vonalat tekintik annak. Domborzatát illetően sík, kopár terület, 20 és 50 méter közötti tengerszint feletti magassággal. Elszórtan cenotékkal és a csapadékmentes időszakokban kiszáradó vízfolyásokkal. Alegységei: keleten a Viziru-sík (Câmpul Viziru), nyugaton a Ianca-sík (Câmpul Ianca) illetve délen a Călmățui-sík (Câmpia Călmățui).
- Közép-Bărăgan vagy Jalomicai-Bărăgan (Bărăganul de Mijloc, Bărăganul Ialomiței)

Északról a Călmățui folyó, délről a Ialomița folyó, keletről a Duna, nyugatról pedig a Sărata folyó határolja. A síkság nyugatról (100 méteres tengerszint feletti átlagmagasság) keleti irányban lejt (20 méteres méteres tengerszint feletti átlagmagasság), a folyók irányának megfelelően.
- Jalomica-ártérisík (Lunca Ialomiței)

A Ialomița folyó ártere, mely a Bărăgant nyugatról keleti irányban szeli át és a folyó dunai torkolatáig tart.
- Déli-Bărăgan (Bărăganul de Sud)

Nyugatról a Mostiștea folyó, északnyugatról az Argova és a Vânăta patakok völgye, északról a Ialomița folyó, délről és keletről pedig a Duna határolja. Alegységei: délnyugati részén a Lehliu-sík (Campul Lehliu), délkeleti részén a Mărculești-sík (Campia Mărculești), északkeleti részén a Hagieni-sík (Campul Hagieni), keleti részén a Făcăeni-sík (Campul Făcăeni).
- Mostișteai-Bărăgan (Bărăganul Mostiștei)

Nyugatról az Argeș, a Dâmbovița és a Pasărea folyók, délről a Duna, keletről a Mostiștea folyók határolják.
Területén jellemzően gabonaféléket, napraforgót, cukorrépát és dohányt termesztenek.

## Lakossága

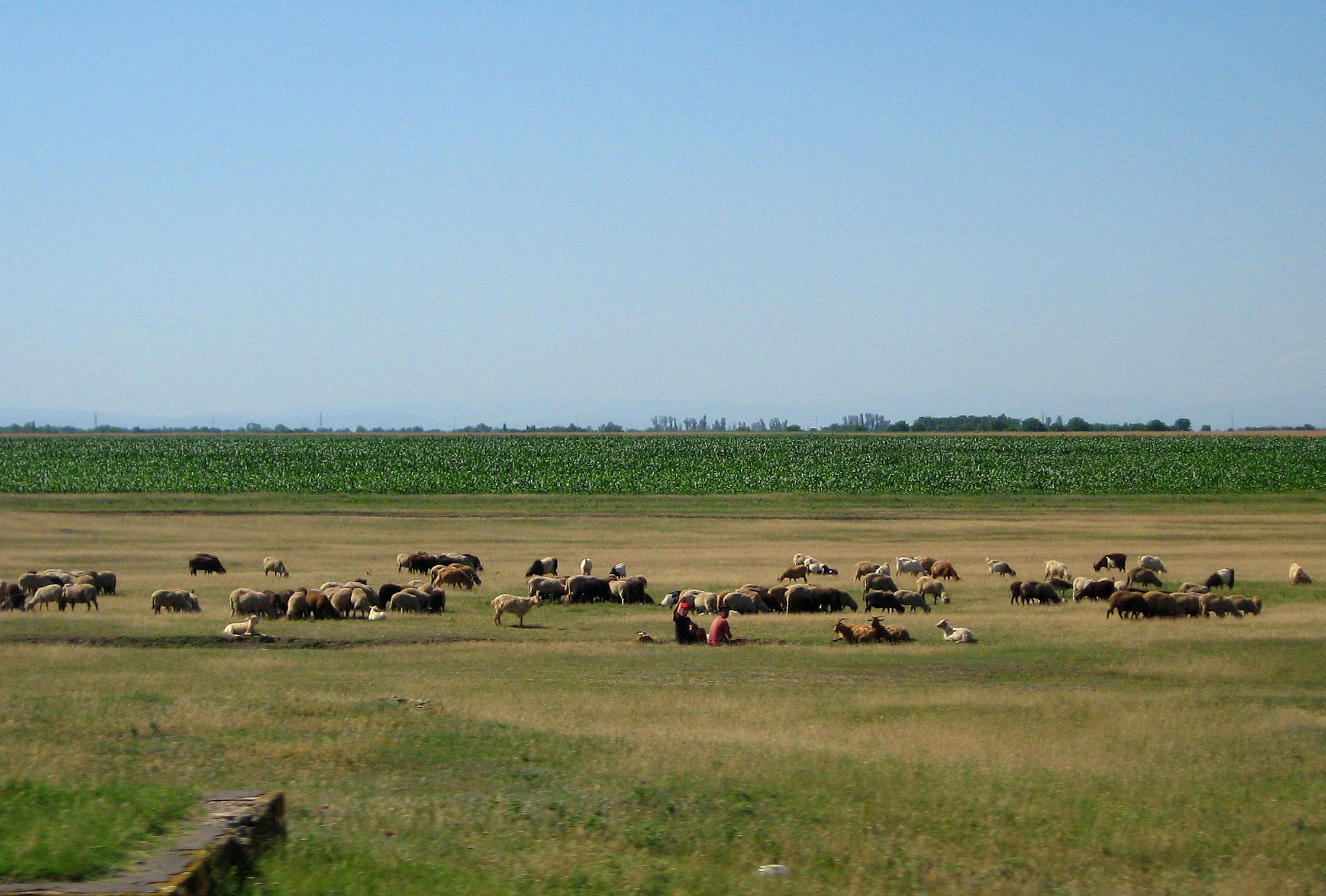
Bărăgani tájkép.

A térség gyéren lakott, de a területén található négy nagyobb város: Brăila (180 302 lakos), Călărași (65 181 lakos), Slobozia (48 241 lakos) és Fetești (30 217 lakos). A falusi lakosság legnagyobb része pásztorkodással és mezőgazdasággal foglalkozik.

## A bărăgani deportálások
A bărăgani deportálások a Kominform országai és Jugoszlávia között bekövetkezett 1948-as szakítást követően kezdődtek. A kommunista hatóságok már 1949-től elkezdték a Románia és Jugoszlávia közti határtérség lakosainak „evakuálására” vonatkozó tervek kidolgozását. Ezeknek a terveknek az értelmében, 1951-ben egy 25 km széles terület lett kiürítve, melyet elsősorban a „gyanús elemeknek” tartott szerbek és németek laktak. A lakosok tehervonatokon történő deportálását a Securitate mintegy 10 000 katonája végezte, Mihai Burcă belügyminiszter-helyettes és Eremia Popescu, a Securitate katonai egységeinek parancsnoka személyes felügyeletével. Az akció keretében 40 320 személyt telepítettek át a Bărăganba, ahol a kommunista hatóságok kényszermunkatáborokat hoztak létre. A későbbiekben a Bánságból kitelepítetteken kívül politikai okokból letartóztatott személyeket is idehurcoltak.
A Sztálin halálát követő enyhülés időszakában, 1954-től kezdődően a deportáltak jelentős részét hazaengedték, de az 1959-től kezdődő újabb elnyomási hullám idején ismét megnőtt a bărăgani telepek „forgalma”. Végül 1965-ben, Nicolae Ceaușescu hatalomra jutását követően végleg felszámolták az itteni telepeket és kényszermunka táborokat, a fogva tartottakat pedig hazaengedték.